# Bo Storm
Bo Storm (født 3. februar 1987 i Nordborg) er en tidligere dansk fodboldspiller, der senest var assistenttræner for fodboldklubben FC Roskilde.
Han har spillet flere kampe for danske U-landshold (U-16, U-17, U-18, U-20 og U-21). Storm spillede ungdomsfodbold med AGF, men begyndte sin karriere i Odder.
Bo har spillet 3 kampe for SC Heerenveen, 24 kampe for FC Nordsjælland i Superligaen. Derefter har han spillet 30 kampe for HB Køge. I 2013 skiftede han til SønderjyskE i Superligaen, på en to og et halvt årig kontrakt.

## Karriere

### SønderjyskE
I 2013 skiftede Bo Storm til SønderjyskE i Superligaen, hvor han skrev under på en to og et halvt årig kontrakt.
Den 11. december 2015 blev det bekræftet, at Bo Storm stoppede i SønderjyskE ved årets udgang.

### FC Roskilde
Efter et halvt år uden klub skiftede han i juli 2016 til 1. divisionsklubben FC Roskilde.